# Wilensky

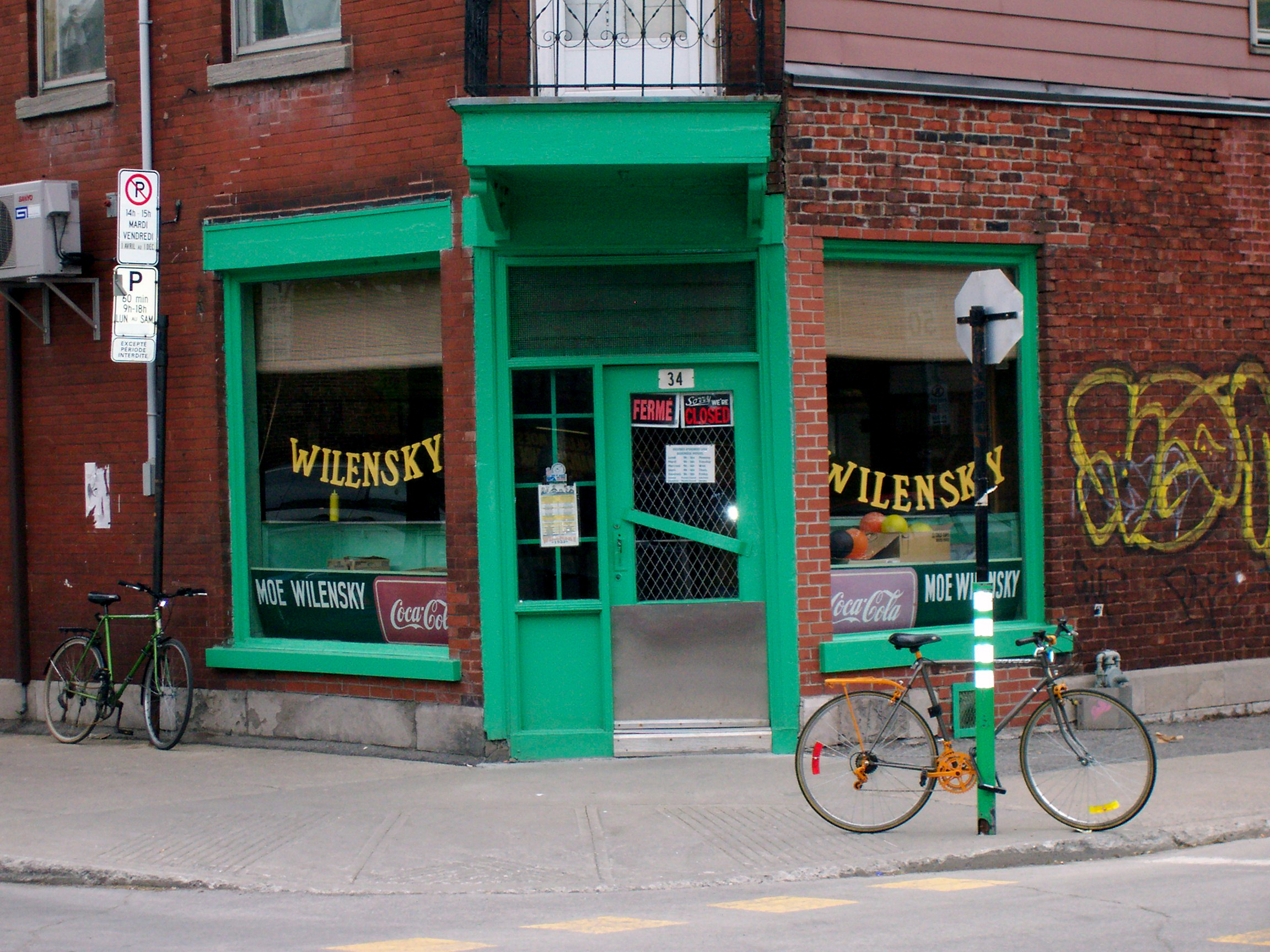
Façade du restaurant Wilensky.

Le Casse-croûte Wilensky (en anglais : Wilensky's Light Lunch), est un snack-bar situé au 34, avenue Fairmount Ouest à Montréal, Québec, au Canada. Ouvert en 1932 par Moe Wilensky, le restaurant a été immortalisé dans le roman de Mordecai Richler, L'Apprentissage de Duddy Kravitz. Des scènes de la version cinématographique du livre ont été tournées dans le restaurant.

## Produits
Le Wilensky est surtout connu pour son spécial : un sandwich au salami de bœuf et à la mortadelle de bœuf grillés avec de la moutarde sur un petit pain kaiser, pressé à plat sur le gril - la moutarde est obligatoire, comme l'annonce un panneau dans le restaurant. Bien que reconnu comme faisant partie de la communauté juive de Montréal, le restaurant n'est pas casher. Ses boissons gazeuses sont toujours mélangées à la main.

## Histoire
À l'origine, le restaurant était situé à l'angle de la rue Saint-Urbain et de l'avenue Fairmount, dans le quartier Mile End de Montréal. Il a déménagé à son emplacement actuel en 1952 et a été dirigé par la veuve du fondateur, Ruth Wilensky (jusqu'en 2012), son fils Asher, sa fille Sharon et sa petite-fille Alisa,.

## Spécial Wilensky
Le célèbre sandwich spécial Wilensky est un sandwich à la mortadelle grillée,,. Il a été inclus dans l'article de l'édition de mai 2012 du magazine Travel + Leisure dans la liste des « meilleurs sandwichs du monde entier », écrit par Jonathan Gold, et a également été présenté dans le deuxième épisode de la série PBS The Mind of a Chef avec Anthony Bourdain et David Chang.

## Galerie

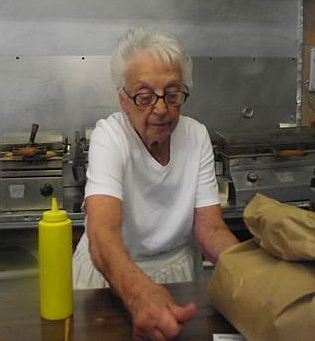
Ruth Wilensky, veuve du fondateur du restaurant.
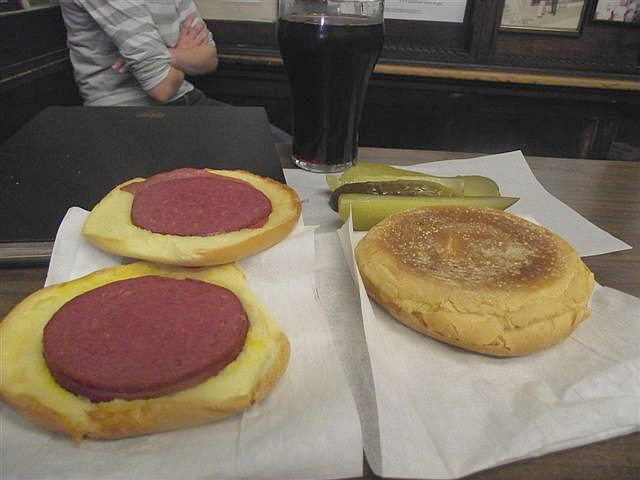
Deux spécial Wilensky,
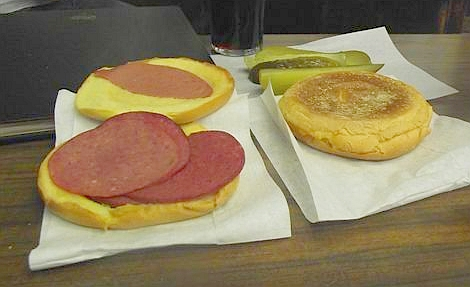
Sandwich avec salami de bœuf à la bolognaise.
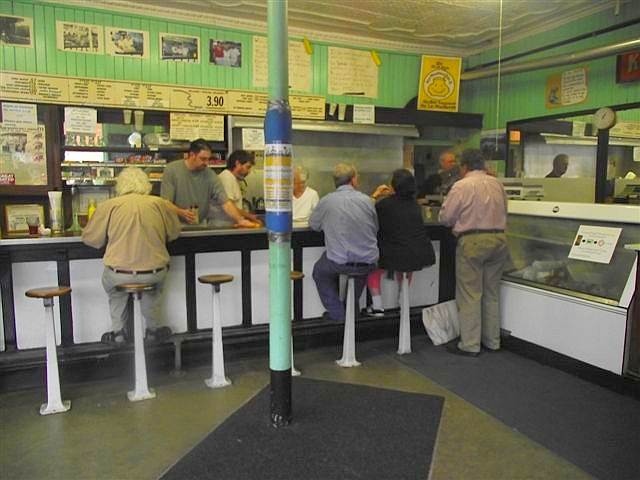
Intérieur du Wilensky avec mur du fond.
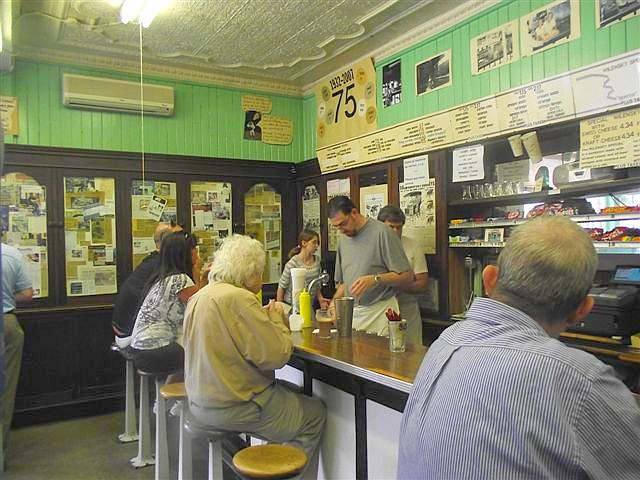
Intérieur du Wilensky avec mur latéral.
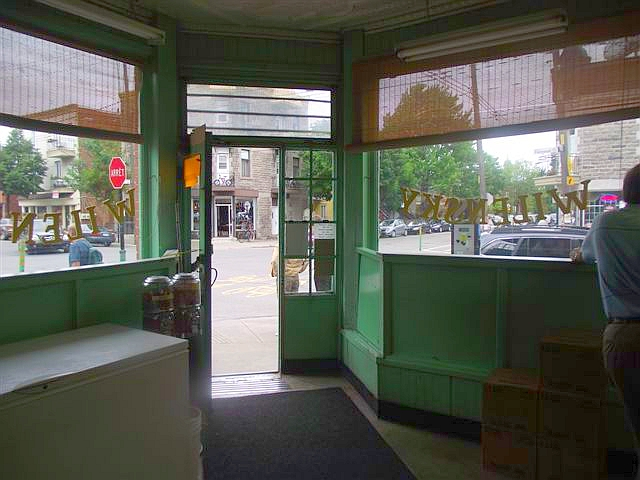
Entrée du Wilensky.